# Atsumi Eisuke
Eisuke Atsumi (sinh ngày 1 tháng 12 năm 1995) là một cầu thủ bóng đá người Nhật Bản.

## Sự nghiệp câu lạc bộ
Eisuke Atsumi đã từng chơi cho Azul Claro Numazu.